# Martina Stålvant

Martina Sofia Stålvant, född den 27 maj 1989, är en svensk basketspelare (guard) som spelar i Udominate Basket. Hon började spela basket som tolvåring i Alvik och har spelat i sex säsonger för 08 Stockholm där hon tog SM-guld 2007 och 2010. Efter det var hon proffs ett år i Spanien (CB Gran Canaria) och ett år i Tjeckien (i laget Frisco SIKA Brno som 2012 bytte namn till BK IMOS Brno). 
Säsongen 2012-2013 spelade hon i Northland Basket men lämnade sedan Sverige för att bli proffs i det slovakiska laget MBK Ružomberok. Inför säsongen 2014-2015 återvände Stålvant till Northland Basket där hon även spelade säsongen 2015-2016. Med laget blev det två SM-guld 2015 och 2016. Under finalserien 2016 utsågs hon till MVP. Inför säsongen 2016-2017 skrev Stålvant på för Udominate Basket. Stålvant utsågs till Årets försvarare säsongen 2016-2017.
Hon var med om att ta svenska landslaget till sitt första EM-slutspel på 25 år, men deltog inte i själva mästerskapet, EM 2013.